# Clase Tenryū
La Clase Tenryū fue una clase de cruceros ligeros de la Armada Imperial Japonesa que se construyeron entre 1917 y 1919. Fueron los promotores de las siguientes clases de cruceros como la clase Kuma.
Los miembros de esta clase fueron el Tenryū y el Tatsuta, cuyos nombres se nombraron en honor a los ríos homónimos.

## Diseño
Diseñados como cruceros exploradores inspirados en la clase Arethusa inglesa, fueron de construcción ligera, con un largo castillo de proa y un puente relativamente simple y pequeño. Llevaban un exiguo armamento, pero que para la época de su construcción era considerado como bien artillado, su velocidad era su mejor arma defensiva. Fue bien considerado en sus prestaciones en la Armada y de allí se derivaron las posteriores clases de cruceros ligeros pre-guerra.
Participaron activamente en la guerra Sino-Japonesa, haciendo las veces de cañoneros fluviales en el Yangtze.
En el frente del Pacífico se emplearon como líderes de destructores, escoltas de transportes de tropas, soporte de unidades mayores, ocasionalmente como abastecedores de submarinos y cabezas de playas.

## Historial
Ambas unidades tuvieron una gran participación en operaciones anfibias durante el frente del Pacífico y ninguna de estas unidades sobrevivió al conflicto siendo hundidas en el mismo escenario ambas.

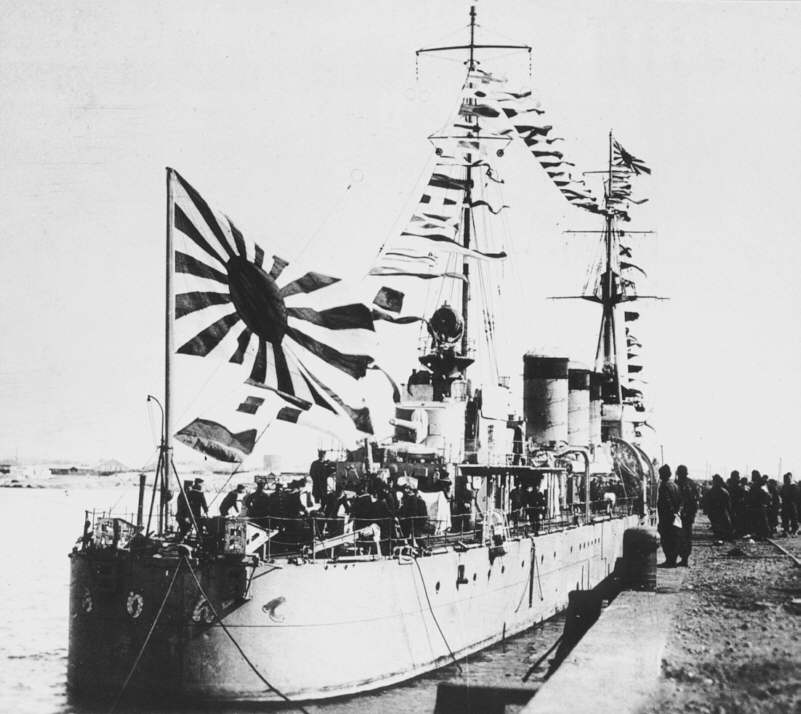
Vista de popa del crucero Tenryū en 1934.

- El Tenryū fue asignado en 1919, no recibió modificaciones llegando a la apertura del conflicto en su forma original y resultó hundido durante la Segunda Guerra Mundial, el 20-01-43 por torpedeamiento del USS Albacore (SS-218) , durante el transcurso de la batalla naval de Guadalcanal.

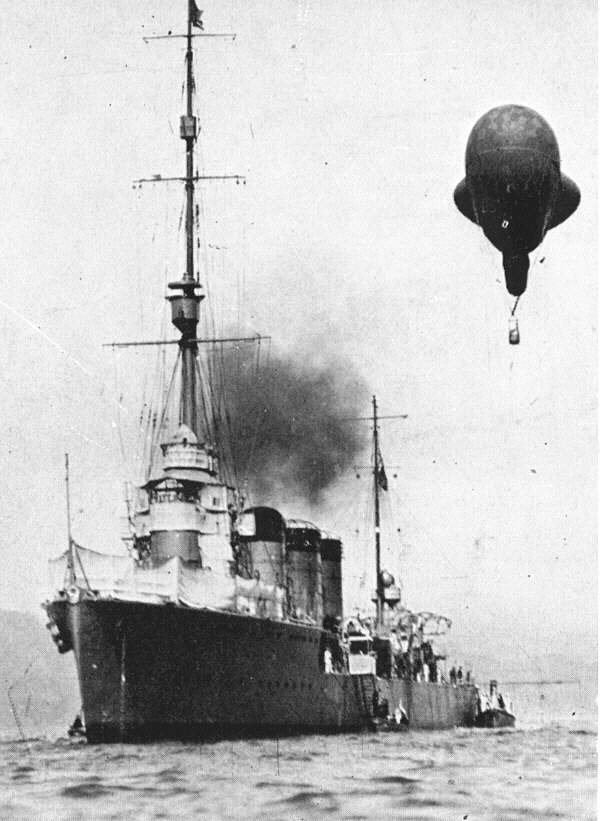
Crucero Tatsuta en 1927.

- El Tatsuta fue asignado en 1919, la única modificación fue la sustitución de su mástil original por un trípode y resultó hundido el 13-03-1944 por torpedeamiento del USS Sand Lance (SS-381) en el transcurso de la batalla naval de Guadalcanal.